# Wilkesia
Wilkesia es un género de plantas fanerógamas perteneciente a la familia de las asteráceas. Comprende 3 especies descritas y de estas, solo 2 aceptadas.

## Taxonomía
El género fue descrito por Asa Gray y publicado en Proc. Amer. Acad. Arts 2: 160. 1852.

## Especies
A continuación se brinda un listado de las especies del género Wilkesia aceptadas hasta julio de 2012, ordenadas alfabéticamente. Para cada una se indica el nombre binomial seguido del autor, abreviado según las convenciones y usos.
- Wilkesia gymnoxiphium A.Gray
- Wilkesia hobdyi H.St.John